# Jean Mauret
Jean Mauret, né le 23 septembre 1944 à Heiltz-le-Maurupt (Marne) et mort le 31 juillet 2024 à Saint-Hilaire-en-Lignières, est un maître verrier français.

## Biographie
Jean Mauret est issu d'une lignée de maîtres verriers. Il se forme à l’École des beaux-arts de Nancy ainsi qu'à l'École des beaux-arts de Bourges où il est diplômé en sculpture. Il crée son atelier en 1969 à Saint-Hilaire-en-Lignières, et y continue la tradition familiale du vitrail.
Il collabore avec Jean-Pierre Raynaud pour les vitraux de l’Abbaye de Noirlac en 1976-1977. En 1980, les Monuments historiques lui confient la restauration des vitraux (xiiie siècle) du déambulatoire de la cathédrale de Bourges, puis les vitraux (XVe siècle) de la chapelle du duc de Berry dans la crypte. D'autres chantiers importants de restauration lui sont confiés ensuite (Chartres, Lyon, Poitiers, Brou…). Il réalise également de nombreuses créations personnelles et, à partir de 1992, collabore avec des artistes comme Gottfried Honegger (cathédrale de Nevers), Shirley Jaffe (Perpignan, église du cloître funéraire, appelée Funéraria) et Jan Dibbets (cathédrale Saint-Louis de Blois).

## Démarche artistique
Jean Mauret tente de répondre aux questions qui se posent concernant la place du vitrail dans l'architecture, son rôle spirituel et l'utilisation de la lumière en tant qu'élément actif.

## Chantiers

### Pour les Monuments historiques
- 1974 : église de Rouvroy-Ripont (Marne), création
- 1979 : église de La Chaussée-sur-Marne (Marne), création
- 1981 : Vierge (XIIe siècle) de Vendôme, restauration
- 1982 : église de Souvigny (Allier), vitrail d’axe, création
- 1984-1988 : église de Cadouin (Dordogne), quatre vitraux et nef Sud, création
- 1985 : église de Nohant (Indre), création
- Crypte de la cathédrale Saint-Etienne de Bourges, accompagnement de vitraux du XVe siècle, création
- 1986 : rosace Sud (XIIIe siècle) de l’abside de la primatiale Saint-Jean de Lyon, restauration
- 1986-1992 : ensemble des vitraux (XVIe siècle) de l'église Saint-Nicolas-de-Tolentin de Brou à Bourg-en-Bresse, restauration
- 1987 : église de Saint-Pierre-les-Églises à Chauvigny (Vienne), création
- 1987-1988 : église de Nonac (Charente), vitraux, création

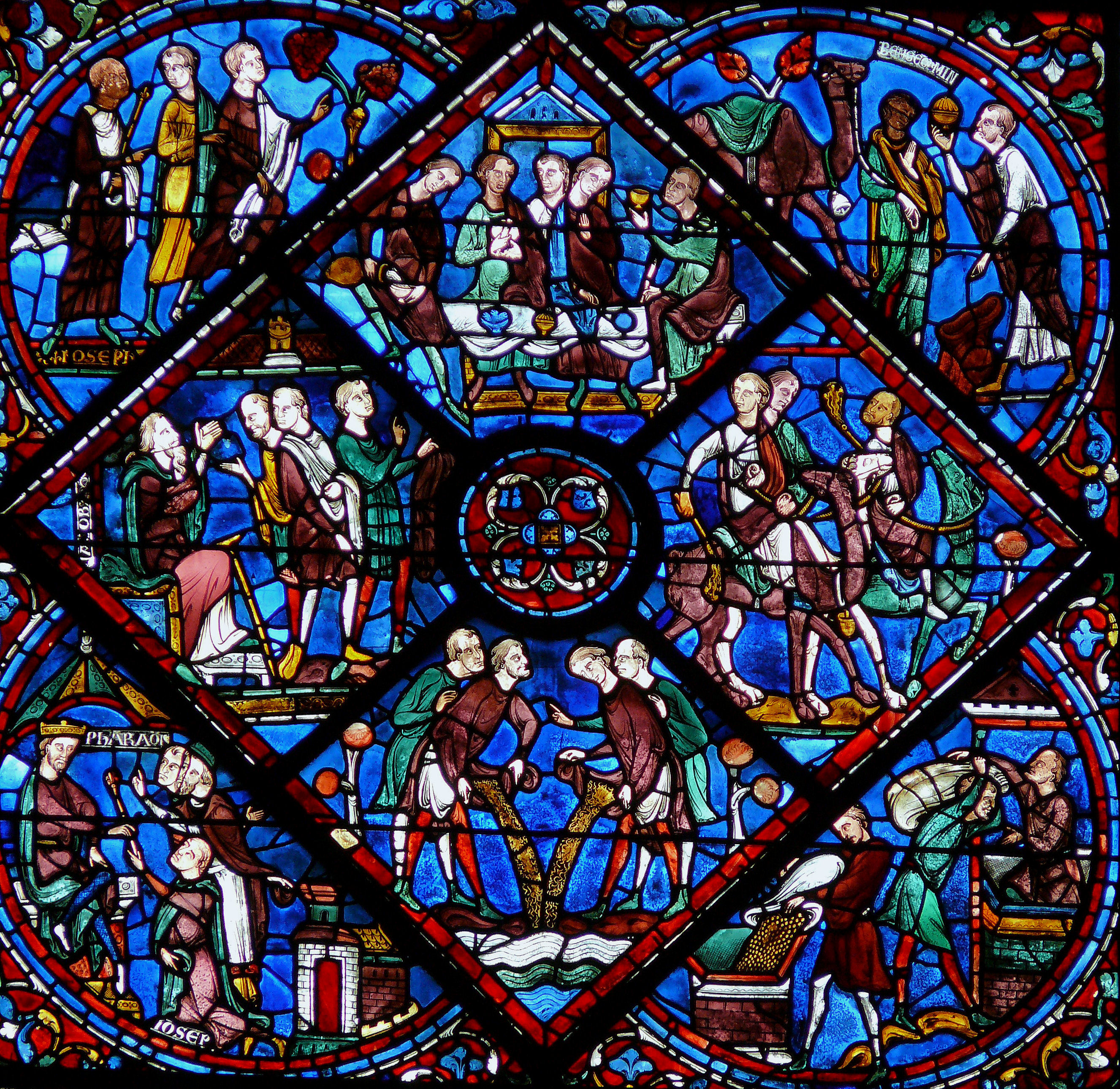
Détail du vitrail de la Vie de Joseph, nef de la cathédrale de Chartres.

- Cathédrale de Chartres, trois vitraux (XIIIe siècle) de Noé, Joseph et Saint-Nicolas
- 1988 : église de Saint-Etienne-la-Geneste (Corrèze), création
- Église de Latronche (Corrèze), création
- Église de Vesdun (Cher), vitraux du chœur, création
- 1988 : église de Claix (Charente), création
- 1989 : église de Fléac (Charente), création
- Église de Corquoy (Cher), création
- Église d’Issoire (Puy-de-Dôme), transept Nord, création
- 1980-1990 : cathédrale de Bourges, dix baies du déambulatoire (XIIIe siècle), restauration
- 1990 : église de Chezal-Benoît (Cher), nef de l’église, création[4]
- Église de Trois-Palis (Charente), création
- 1991 : primatiale Saint-Jean de Lyon, sacristie du Chapitre, création
- Église de Condé (Cher), création
- 1991-1992 : rosace Est et vitraux (XIIIe siècle) de l’abside de la cathédrale de Lyon, restauration
- 1992-1996 : cathédrale de Bourges, cinq vitraux (XVe et XVIe siècles) et vitrail de Nahum, Sophonie et Amos (XIIIe siècle), restauration
- 1993 : église de Lavaudieu (Haute-Loire), création
  - Crypte de l’église de Léré (Cher), création
- 1994 : église de Châteauneuf-sur-Charente (Charente), création
- 1994-95 : église de Chateaumeillant (Cher), création
- 1995-96 : église de Chauvigny (Vienne), création
- 1996 : église de Saint-Benoît-du-Sault (Indre), création
- Église de Touchay (Cher), création
- 1997 : prieuré de Villesalem (Vienne), création
- 1999 : église de Cheissoux (Haute-Vienne), création
- Église de Savigny-Poil-Fol (Nièvre), création
- Rotonde de l'église de Neuvy-Saint-Sépulchre (Indre), création
- 2000 : église de Crandelles (Cantal), création
- Église de Maisonnais (Cher), création

### Collaborations avec des peintres

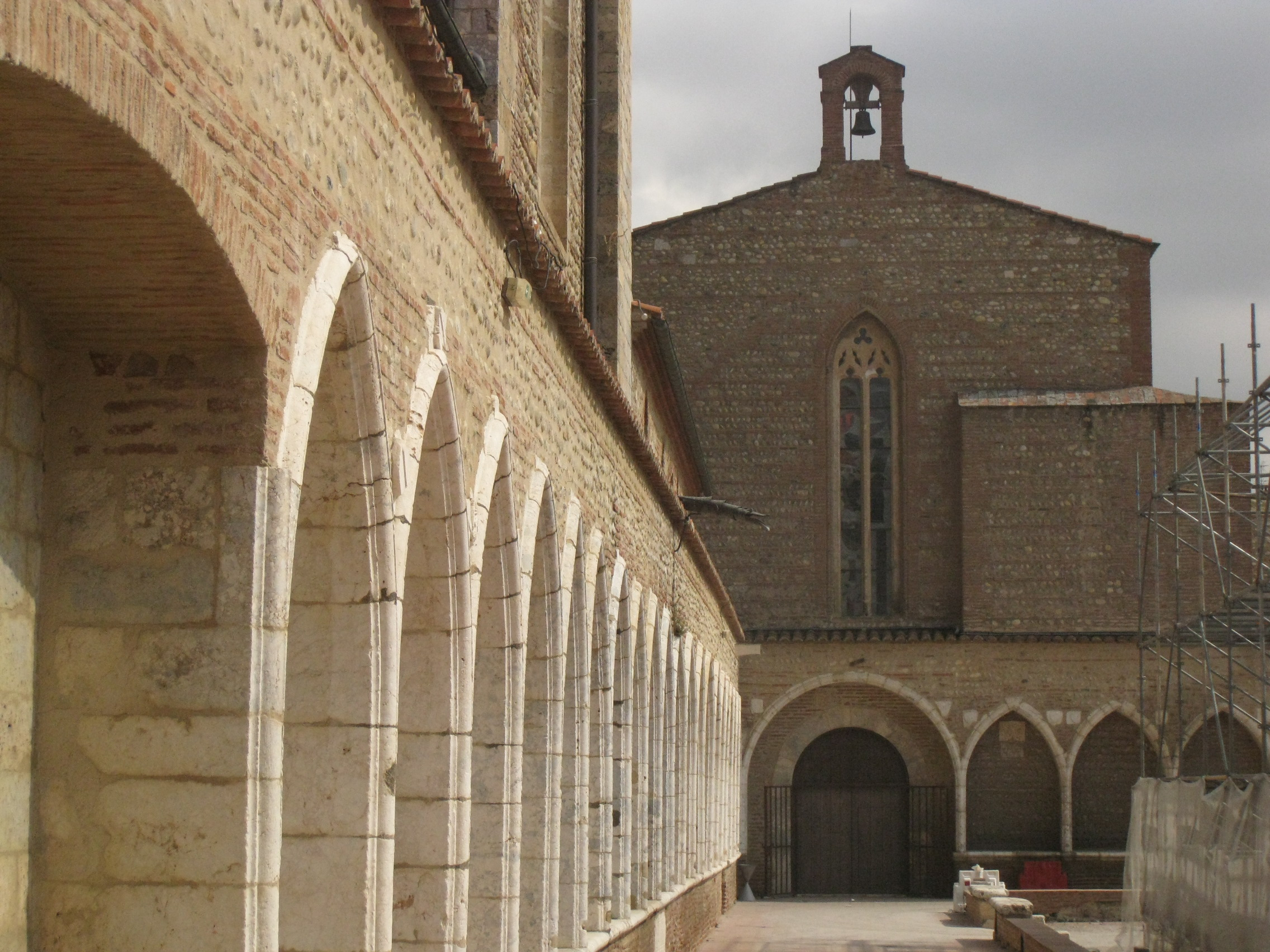
Chapelle Saint-Jean, dite Funéraria, à Perpignan

- 1976-1977 : vitraux de l’abbaye de Noirlac, avec Jean-Pierre Raynaud
- 1991-1996 : vitraux de la cathédrale de Nevers, nef haute, avec Gottfried Honegger
- 1994-2000 : cathédrale Saint-Louis de Blois, cycle de trente cinq vitraux avec Jan Dibbets
- 1998 : chapelle du cloître funéraire de la cathédrale Saint-Jean-Baptiste de Perpignan, cycle de neuf vitraux (35 m²) avec Shirley Jaffe[5]